# Sharpiella spinulosa
Sharpiella spinulosa là một loài Rêu trong họ Hypnaceae. Loài này được (Z. Iwats.) Z. Iwats. miêu tả khoa học đầu tiên năm 1965.